# ГАЗ-3307
ГАЗ-3307 и ГАЗ-3309 — советские и российские среднетоннажные грузовые автомобили в семействе четвёртого поколения грузовиков производства Горьковского автозавода. Начиная с данного поколения ГАЗ переводил свои грузовые автомобили на работу на дизтопливе. Бортовой карбюраторный грузовик ГАЗ-3307 выпускался серийно с конца 1989 по январь 2020 года, а турбодизельный грузовик ГАЗ-3309 — с конца 1994 года. Является преемником и заменой семейства третьего поколения ГАЗ-52/53, которое полностью вытеснил с конвейера к началу 1993 года. В 2014 году на смену ему пришёл новый автомобиль — «Газон Next».
Одним из основных характерных конструктивных новшеств данного поколения грузовиков ГАЗ, отличающих его от предыдущего — ГАЗ-53/52, является дизельный рядный, 6-цилиндровый двигатель поколения ГАЗ-542. По причине неважного экономического положения конца 1980-х годов была применена полумера, временное паллиативное решение: оснащение автомобиля агрегатом от предыдущего поколения (ГАЗ-53) — бензиновым «V»-образным 8-цилиндровым двигателем поколения ЗМЗ-53, ставшее позднее постоянным.
Грузовые автомобили ГАЗ-3307 и ГАЗ-3309 грузоподъёмностью 4,5 т предназначены для эксплуатации по всем видам дорог с твёрдым покрытием. В четвёртое семейство грузовиков ГАЗ также входили 5-тонный дизельный грузовик ГАЗ-4301 (1992—1995) и 3-тонный дизельный грузовик ГАЗ-3306 (1993—1995). C 1999 года выпускался 2-/2,3-тонный грузовой автомобиль повышенной проходимости ГАЗ-3308 «Садко» (4х4) с односкатной ошиновкой заднего моста и системой централизованного регулирования давления воздуха в шинах, а с 2005 года 4-тонный грузовой автомобиль повышенной проходимости ГАЗ-33086«Земляк» с двухскатной ошиновкой заднего моста.

## История
ГАЗ-3307 — четвёртое (после ГАЗ-АА/ММ, ГАЗ-56 и ГАЗ-51, ГАЗ-52 и ГАЗ-53) поколение грузовиков ГАЗ. Работы по созданию нового поколения среднетоннажных грузовых автомобилей марки ГАЗ для перспективной замены предыдущего семейства ГАЗ-53А начались в первой половине 1960-х годов. Вначале планировалось лишь модернизировать выпускавшуюся заводом модель. Так, в 1963 году вышел опытный образец грузовика ГАЗ-54, испытания которого продолжались несколько лет. Затем в 1972 году был построен аналогичный грузовик, получивший обозначение ГАЗ-53-11. В это время в СССР стали поступать тяжёлые грузовики марки Magirus-Deutz западно-немецкого концерна Клекнер-Хумбольдт-Дойц. И хотя по западным меркам эти автомобили не были столь выдающимися, на советских специалистов они произвели впечатление, дизели воздушного охлаждения прекрасно зарекомендовали себя в суровых условиях Сибири. А прошедший в феврале—марте 1976 года XXV съезд КПСС постановил начать массовую дизелизацию грузового автопарка СССР. Перспективное семейство грузовиков ГАЗ было принято решение сделать не просто дизельным, а с дизелями именно воздушного охлаждения.
Технический проект нового грузовика, получивший индекс ГАЗ-4301, рассмотрели на научно-техническом совете Минавтопрома 9 февраля 1978 года. Работу над новой машиной возглавил инженер Александр Михайлович Бутусов. Ведущий конструктор Валерий Дмитриевич Запойнов, дизайнер Станислав Витальевич Волков. Первые опытные образцы были построены в 1979 году. Вторая серия опытных машин была закончена в 1981 году.
Весной 1981 года XXVI съезд КПСС утвердил решение о дизелизации парка грузовых автомашин и разработке новых моделей грузовиков с дизельными двигателями, в соответствии с которым началась разработка новой модели грузовика ГАЗ с дизельным двигателем и улучшенной кабиной водителя.
В результате, автомобиль получил более просторную современную двухместную кабину, оборудованную эффективной системой вентиляции и отопления, впервые применённую в 1984 году на экспериментальном грузовике ГАЗ-4301. В конструкцию рулевого управления, в отличие от предшественников, впервые входит гидроусилитель руля.
На выставке «Автопром-1984» был представлен демонстрационный образец тягача ГАЗ-4509. 
Начало массового выпуска автомобилей ГАЗ-4301 откладывалось ввиду затягивания строительства и оснащения дизельного производства на ГАЗе, (производство воздушных дизелей ГАЗ-542 начнут лишь с 22 января 1993 года), поэтому был разработан упрощенный ГАЗ-3307, который фактически представлял собой модернизированный ГАЗ-53 с новой кабиной 4301 и бензиновым двигателем.
26 декабря 1986 года завод ГАЗ завершил испытания ГАЗ-3307. Серийное производство 4,5-тонного грузовика ГАЗ-3307 (4х2) с карбюраторным двигателем ЗМЗ-511 мощностью 125 л. с. началось в 1989 году и продолжалось по январь 2020 года (с перерывом в 1996—1997 гг.).
В 1992 году на ГАЗе было развёрнуто серийное производство 5-тонного грузовика ГАЗ-4301 с 6-цилиндровым дизелем воздушного охлаждения ГАЗ-542 мощностью 125 л. с., выпускавшегося по лицензии немецкой фирмы Deutz, а также сельскохозяйственного самосвала ГАЗ-САЗ-4509 на его шасси для работы в составе 8,6-тонного самосвального автопоезда ГАЗ-6008 (самосвал ГАЗ-4509 + прицеп ГКБ-8536). Производство ГАЗ-4301 продолжалось до 1995 года. Всего произведено 28 158 грузовиков семейства ГАЗ-4301.
В 1993 году освоен выпуск замены модели ГАЗ-52 — 3-тонный грузовик ГАЗ-3306 с аналогичным ГАЗ-542, но 4-цилиндровым дизелем воздушного охлаждения ГАЗ-544 мощностью 85 л. с. По некоторым данным в 1992 году ограниченной серией была выпущена 2,5-тонная модификация 33061 с карбюраторным двигателем от ГАЗ-52. Производство трёхтонки ГАЗ-3306 (преимущественно в исполнении «Грузовое такси») продолжалось до 1995 года.
В конце 1994 года с освоением на ГАЗе выпуска четырёхцилиндрового турбодизеля воздушного охлаждения ГАЗ-5441 (544.1) мощностью 116 л. с. появилась модель ГАЗ-3309 грузоподъёмностью 4,5 т, полностью унифицированная по ходовой части и кабине с ГАЗ-3307 (внешне отличается только трубой воздухозаборника двигателя с левой стороны кабины). Выпуск модели 3309 был приостановлен до конца 2001 года, а в производстве была восстановлена карбюраторная 4,5-тонка ГАЗ-3307. В дальнейшем ГАЗ переориентировался на закупку белорусских дизелей ММЗ Д-245.7 (аналогичный турбодизель водяного охлаждения устанавливался на ЗИЛ-5301 «Бычок») Минского моторного завода (ММЗ), которые также начали устанавливать на возобновлённую в производстве модель ГАЗ-3309.
С 1999 года в рамках 4-го семейства грузовиков ГАЗ серийно производился полноприводный (4х4) автомобиль ГАЗ-3308 «Садко» в армейской (грузоподъёмность 2 т) и гражданской (2,3 т) версиях. В начале 2000-х годов на его базе было создано семейство грузопассажирских автомобилей ГАЗ-3325 «Егерь» с двойной 5-местной кабиной, а также полноразмерный внедорожник ГАЗ-3309 (ГАЗ-330811«Вепрь»), выпускаемый под заказ.
В 2006—2008 годах на ГАЗ-3307, ГАЗ-3309 и ГАЗ-3308 устанавливали бензиновые и дизельные двигатели, сертифицированные под экологические нормы Евро-2, а в 2008—2012 годах — Евро-3. Крупносерийный выпуск моделей 3307 и 3308 с бензиновыми двигателями ЗМЗ был прекращен в 2009 году, но сохранялось их мелкосерийное производство под заказ, например, под сертифицированные для госструктур спецверсии (например, в 2010 году произведено 406 ед. ГАЗ-3307). В 2010—2012 гг. среднетоннажные грузовики ГАЗ (4х2) оснащали преимущественно дизелем ММЗ Д-245.7 Е-3 (модель 3309), а полноприводные (4х4) модели 33081 «Садко» и 33086 «Земляк» — дизелем ММЗ Д-245.7 Е-2. В 2013—2016 годах все грузовики ГАЗ 4-поколения гражданского назначения в качестве базового двигателя использовали турбодизель ММЗ Д-245.7 Е-4 мощностью 119 л. с.
В 2012—2016 годах под заказ производилась модификация ГАЗ-33096 с дизелем Cummins ISF 3.8L, аналогичным использовавшемуся на грузовике ГАЗ-3310 «Валдай». В 2013 году двигатель был сертифицирован под Евро-4.
В феврале 2013 года в серию пошла модификация ГАЗ-33098 с новым дизелем российского производства — ЯМЗ-5342.10 класса Евро-4, а также новая версия грузовика-вездехода ГАЗ-33088 «Садко» с аналогичным двигателем ЯМЗ-5344 класса ЕЭК-96. Данная бензиновая версия отличается от дизельных, не только двигателем (снаряженная масса автомобиля ниже на 310 кг), но и 12-вольтовой бортовой электросетью и главной передачей с увеличенным числом 6,17. В отличие от бензиновых грузовиков прежних выпусков ГАЗ-3307 образца 2016 года оснащен пневмогидравлическим приводом тормозов и АБС, а также гидроусилителем руля пластинчатого (шиберного) типа.
С 2014 года на автомобили устанавливалась новая решётка радиатора с заводской эмблемой вместо решётки с надписью «ГАЗ».

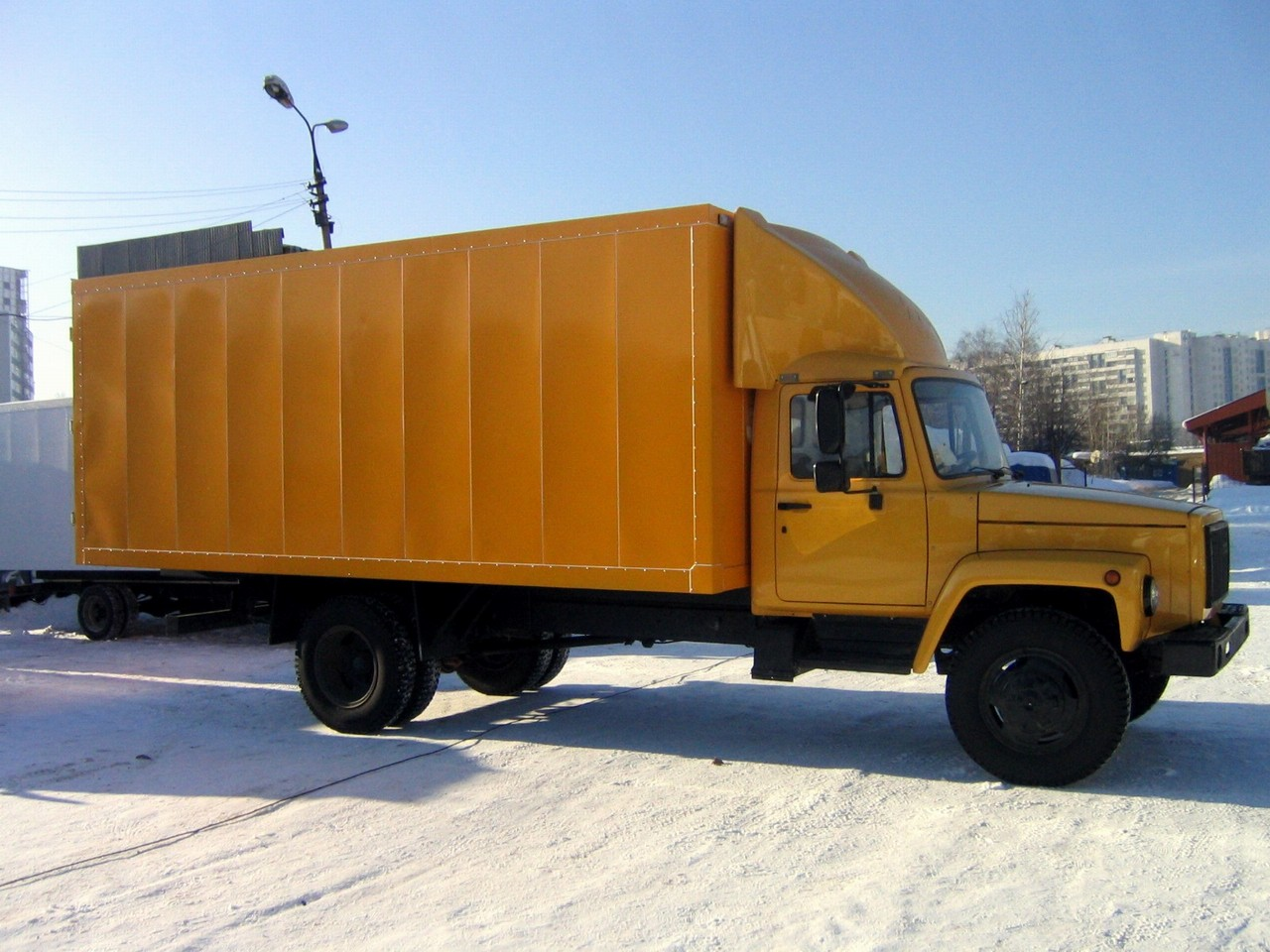
Фургон на шасси ГАЗ-33091 с длинной базой.

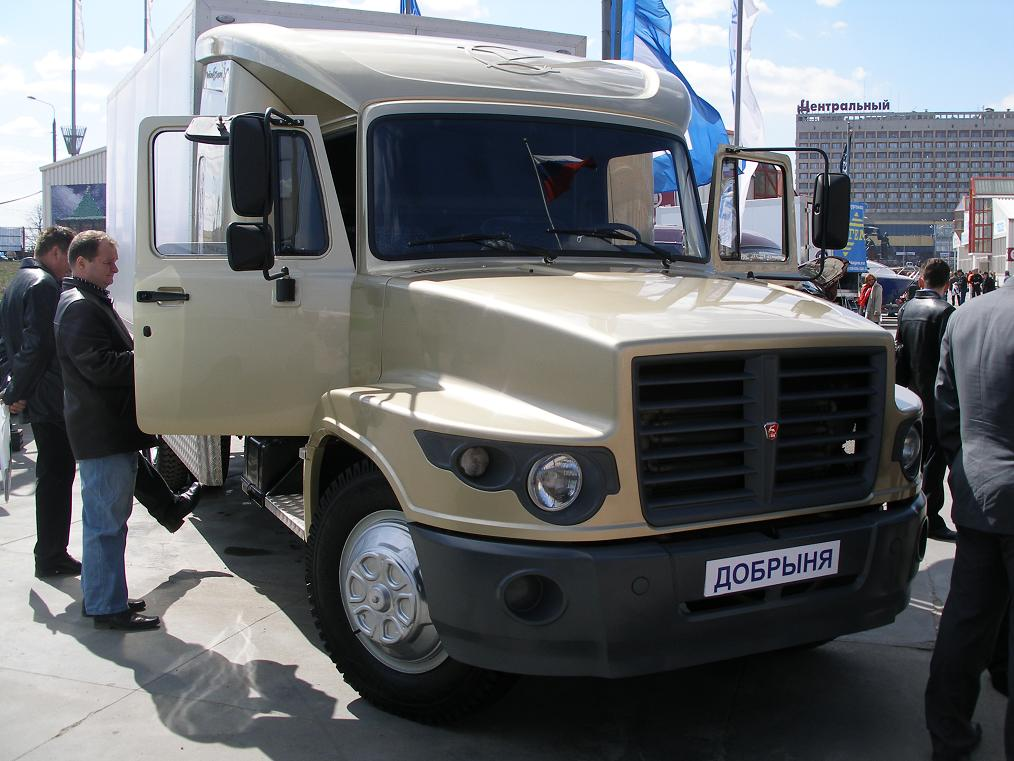
Длиннобазный «Добрыня» с тюнинговой отделкой кабины и спальным отсеком фирмы «Чайка-Сервис».

В январе 2020 года ГАЗ-3309 и его модификации были сняты с производства.

## Технические характеристики карбюраторного двигателя
- Двигатель
- модель ЗМЗ-513.10 ( ГАЗ-3309 до 2008 года) -

V-образный, 8-цилиндровый бензиновый двигатель с жидкостным охлаждением и карбюратором К-126
- рабочий объем  4,25 л
- мощность 120 л.с.
- экологический класс Евро-1, -2,
- топливо: бензин А-76.
- модель	ЗМЗ-5231.10 (для ГАЗ-3309 с 2008 года)
- описание:

V-образный, 8-цилиндровый, 4-тактный
бензиновый двигатель с жидкостным охлаждением,
с карбюраторной системой питания и системой рециркуляции отработанных газов (СРОГ), клапанный механизм OHV, алюминиевые блок и ГБЦ, третий экологический класс (Евро-3).
- рабочий объем	  4,67 л
- степень сжатия	7,6
- мощность брутто л. с. (кВт) / об/мин	124 (91,2) / 3200—3400

макс. крутящий момент брутто, кГс·м (Н·м) / об/мин 30,5 (298) / 3000—3400
- минимальный удельный расход топлива г/лс·ч (г/кВт) 240 (313)
- масса, кг 2750
- топливо: автомобильный бензин А-76 «Нормаль» или АИ-80 «Стандарт». При соответствующей регулировке зажигания допустимо применение бензина АИ-92 «Регуляр».

## Технические характеристики инжекторного двигателя (образца 2016 года)
- Двигатель
- модель	ЗМЗ-524400 (для ГАЗ-3307)
- описание:

V-образный, 8-цилиндровый, 4-тактный
бензиновый двигатель с жидкостным охлаждением,
с впрысковой системой питания распределенного типа, клапанный механизм OHV с гидрокомпенсаторами, алюминиевые блок и ГБЦ, четвёртый экологический класс (Евро-4).
- рабочий объем, л	4,67
- степень сжатия	8,3
- мощность максимальная л. с. (кВт) / об/мин	137 (100,8) / 3200—3400

макс. крутящий момент брутто, кГс·м (Н·м) / об/мин 32 (314) / 2400—2800
- контрольный расход топлива при постоянной скорости 60 км/ч л/100 км 19,6, при 80 км/ч 26,4
- масса, кг 3275
- топливо: неэтилированный автомобильный бензин АИ-92 «Регуляр». Допускается применение неэтилированного бензина АИ-95 «Премиум».

## Технические характеристики дизельных двигателей

### ММЗ
Модель ММЗ Д-245.7Е4 (для ГАЗ-330900)
Рядный, 4-цилиндровый, 4-тактный
дизельный двигатель с жидкостным охлаждением, с турбонаддувом и охладителем наддувочного воздуха,
с непосредственным впрыском топлива, четвёртый экологический класс (Евро-4).
- рабочий объем, л	4,75
- степень сжатия	17,0
- мощность, л. с. (кВт) / об/мин 125,4 (92,2) / 2200
- макс. крутящий момент, кГс·м (Н*м) / об/мин 42,5 (417) / 1100—2100
- удельный расход топлива, г/л. с.·ч (г/кВт) 154 (210)
- масса, кг 430
- топливо:	дизельное топливо по ГОСТ Р 52368-2005 вида II или III

### ЯМЗ-5344 (образца 2013 года)
Модель ЯМЗ-5344 (для ГАЗ-33098)
Рядный, 4-цилиндровый, 4-тактный дизельный двигатель с жидкостным охлаждением, с турбонаддувом и охладителем наддувочного воздуха, с непосредственным впрыском топлива, четвёртый экологический класс (Евро-4).
- рабочий объем, л 4,43
- степень сжатия 17,5
- мощность, л. с. (кВт) / об/мин 134,5 (99) / 2300
- макс. крутящий момент, кГс·м (Н*м) / об/мин 42,5 (417) / 1200—2100
- удельный расход топлива, г/л. с.·ч (г/кВт) — 197(145)
- контрольный расход топлива при движении с постоянной скоростью 60 км/ч л/100 км 15,5 и 80 км/ч 19,0
- масса — 460 кг.
- топливо: дизельное топливо по ГОСТ Р 52368-2005 вида II или III

По заказу автомобиль может быть оборудован предпусковым подогревателем.

### ЯМЗ-53443 (образца 2016 года)
Модель ЯМЗ-53443 (для ГАЗ-33098)
Рядный, 4-цилиндровый, 4-тактный дизельный двигатель с жидкостным охлаждением, с турбонаддувом и охладителем наддувочного воздуха, с непосредственным впрыском топлива, пятый экологический класс (Евро-5).
- рабочий объем, л 4,43
- степень сжатия 17,5
- мощность, л. с. (кВт) / об/мин 146,9 (109,5) / 2300
- макс. крутящий момент, кГс·м (Н*м) / об/мин 49,9 (490) / 1200—2100
- удельный расход топлива, г/л. с.·ч (г/кВт) — 197(145)
- контрольный расход топлива при движении с постоянной скоростью 60 км/ч л/100 км 15,5 и 80 км/ч 19,0
- масса — 480 кг.
- топливо: дизельное топливо по ГОСТ Р 52368-2005 вида III

По заказу автомобиль может быть оборудован предпусковым подогревателем.

## Модификации
- ГАЗ-3306 — бортовой с дизелем ГАЗ-544.10 (R4 воздушного охл., атмосферный, объём 4,15 л, 85 л.с., лицензия Deutz). Грузоподъёмность 3,0 т. Выпускался в 1992—1995 годах.
  - ГАЗ-33061 — переходная модель на агрегатах ГАЗ-52 с карбюраторным двигателем ГАЗ-52. Грузоподъёмность 2,5 т. Выпускался в 1992—1993 годах преимущественно в виде грузопассажирского такси.
- ГАЗ-3307 — бортовой и шасси с карбюраторным двигателем ЗМЗ-511.10 (с 2008 — ЗМЗ-5231.10). Грузоподъёмность 4,5 т. Серийно выпускался в 1989—1996 и в 1997–2009 годах. Мелкосерийный выпуск в 2010–2016 годах. В 2016 году грузовик ГАЗ-3307 сертифицирован с инжекторным двигателем ЗМЗ-524400 (V8, 137 л.с., Евро-5), а также с пневмогидравлическим приводом тормозов с АБС и гидроусилителем руля пластинчатого (шиберного) типа.
  - ГАЗ-330701 — модификация для северного климата.
  - ГАЗ-330706 — экспортная модификация для стран с умеренным климатом.
  - ГАЗ-330707 — экспортная модификация для стран с тропическим климатом.
  - ГАЗ-33072 — шасси для самосвалов (преимущественно САЗ).
  - ГАЗ-33073 — грузопассажирское такси. Бортовая платформа аналогична ГАЗ-66-11 образца 1993 года.
  - ГАЗ-33074 — шасси для автобусов КАвЗ-3976 с двигателем ЗМЗ-513.10. Поставлялось с капотом и оперением, но без кабины. Выпускалось в 1990–1996 и 1997–2008 годах.
  - ГАЗ-33075 — газобаллонный на сжиженном газе. Двигатель ЗМЗ-513.10. Серийно не выпускался. Аналогичный по оснащению газобаллонный грузовик на базе ГАЗ-3307 переоборудовался до 2012 года мелкими фирмами.
  - ГАЗ-33076 — газобаллонный на сжатом газе. Двигатель ЗМЗ-513.10. Серийно не выпускался.
  - ГАЗ-33078 — модификация с дизелем Hino W04CT мощностью 136 л.с. Выпускалась под заказ в 1992–1995 годах.
- ГАЗ-3308 «Садко» — полноприводный (4х4) грузовик двойного назначения. Грузоподъёмность 2,1 т. Двигатель ЗМЗ-513.10 (ЗМЗ-5231.10), бортовая платформа аналогична ГАЗ-33073.
  - ГАЗ-33081 «Садко» — модификация с дизелем ММЗ Д-245.7. Грузоподъёмность 2,3 т. Прототип обозначался как ГАЗ-33097 (ГАЗ-3309П).
  - ГАЗ-330811 «Вепрь» (ГАЗ-3901) — грузопассажирский (до 11 пассажиров) с цельнометаллическим пятидверным кузовом.
  - ГАЗ-33082 «Садко» — с турбодизелем ГАЗ-562. Серийно не производился.
  - ГАЗ-33085 «Земляк» — народнохозяйственный бортовой и шасси с двигателем ЗМЗ-5231.10. Двускатная задняя ошиновка, колёсные диски и бортовая платформа аналогичны ГАЗ-3307. Грузоподъёмность 4,0 т. Производился в 2001—2012 годах.
  - ГАЗ-33086 «Земляк» — модификация с дизелем ММЗ Д-245.7 и модификациями. Производился в 2005–2016 годах. С 2017 года производилась модификация ГАЗ-33086-74 с дизелем ЯМЗ-53442.
  - ГАЗ-33088 «Садко» — модификация с дизелем ЯМЗ-53443. Выпускалась с 2013 года.
- ГАЗ-3309 — бортовой и шасси с дизелем ГАЗ-5441.10 (R4 воздушного охл., с турбонаддувом, объём 4,15 л, 116 л.с., лицензия Deutz). Грузоподъёмность 4,5 т. Производился в 1995—1997 годах – выпуск был свёрнут в связи с прекращением производства в 1997 году дизелей воздушного охлаждения ГАЗ по лицензии Deutz.
  - ГАЗ-33090 — бортовой и шасси с дизелем ММЗ Д-245.7 в модификациях Е2/ E3/ E4. Грузоподъёмность 4,5 т. Производство с 2001 года (с 2017 года только на экспорт).
  - ГАЗ-33091 — длиннобазный бортовой и шасси. Грузоподъёмность 4,5 т. С 2017 года с дизелем ЯМЗ-53442 класса Евро-5.
  - ГАЗ-33092 — длиннобазное шасси для пожарных и спецмашин с двухрядной кабиной. С 2017 года с дизелем ЯМЗ-53442.
  - ГАЗ-33094 — длиннобазное шасси для автобусов КАвЗ-3976 и СемАР. Выпускалось в 2002–2008 годах.
  - ГАЗ-33096 — бортовой и шасси с турбодизелем Cummins ISF3.8s3154. Выпускался мелкими партиями в 2006–2016 годах.
  - ГАЗ-33097 — прототип ГАЗ-3308 «Садко» с дизелем ГАЗ-562. Опытная партия изготовлена в 1995 году.
  - ГАЗ-33098 — бортовой и шасси с дизелем ЯМЗ-53443. Грузоподъёмность 4,5 т. Выпуск с 2013 года.
- ГАЗ-4301 — бортовой и шасси с дизелем ГАЗ-542.10 (R6 воздушного охл., атмосферный, объём 6,23 л, 125 л.с., лицензия Deutz). Грузоподъёмность 5,0 т. Первая промышленная партия собрана в апреле 1984 года. Мелкосерийное производство в 1986—1991 годах, серийное производство в 1992–1996 годах. На базе шасси ГАЗ-4301 выпускался сельскохозяйственный самосвал ГАЗ-4509 для работы в составе автопоезда ГАЗ-6008 (самосвал ГАЗ-4509 + прицеп-самосвал ГКБ-8536).